# Förföraren
Förföraren (originalets titel: Forføreren) är en roman av Jan Kjærstad som utkom 1993 på förlaget Aschehoug. Den utkom på svenska 1997 i översättning av Oscar Hemer på bokförlaget Atlantis. Romanen är den första boken i trilogin om TV-profilen Jonas Wergeland och efterföljs av Erövraren. År 2012 filmatiserades trilogin under namnet Erövraren.